# Сандра Стівенс
Сандра Стівенс (англ. Sandra Stevens; нар.. 23 листопада 1944 року в Лідс, Йоркшир, Велика Британія) — англійська співачка, композиторка та учасниця поп-гурту Brotherhood of Man, який переміг на 21-му конкурсі пісні Євробачення в 1976 році.

## Особисте життя
Після перемоги на Євробаченні Сандра Стівенс почала стосунки з колегою по групі Brotherhood of Man зі співаком Мартіном Лі.  У серпні 1979 року вони одружилися і досі разом. У пари немає дітей а вони і досі разом виступають на сцені.

## Біографія
Сандра Стівенс почала кар'єру на початку 1960-х років, в ролі вокалістки в поп-гурта The Truck. Записавши з гуртом кілька пісень The Truck змінили склад та утворили новий гурт з назвою The Nocturnes під приводом Росса Мітчелла. В той склад увійшли Росс Мітчел (барабанщик), Єва Грем (вокал) , Джон Камп (клавіші), Кен Тейлор (гітара), Нікі Вокер (бас), Сандра Стівенс (вокал). Грали вони переважно в Манчестері  В 1967 року Сандра Стівенс покинула гурт.Заміною для неї обрали  Лін Пол яка потім стала знаменитою завдяки виступам в гурті The New Seekers.
В період з 1967 по 1973 року Сандра виступала в різних гуртах, при цьому не закріпившись так ніде на довгий час.

### Brotherhood of Man
В 1973 році вона вступає до поп гурту Brotherhood of Man де займає місце вокалістки. В новий склад гурту ввійшли Мартін Лі, Лі Шерідан, Сандра Стівенс і Нікі Стівенс. А вже через рік випустили свій перший альбом у новому складі під назвою "Гарні речі трапляються" (англ. Good Things Happening). Цей альбом відразу потрапив список в топ 40 пісень. При цьому найбільшу популярність гурт здобув вже на Євробаченні 1976 року від Великої Британії. Вони виграли Євробачення набравши 164 бала,  отримавши понад 80,4% від загальної кількості голосів — це найкращий результат за тодішньою 12-бальною системою оцінки.
Пісня "Збережи свої поцілунки для мене" (англ. Save Your Kisses for Me) стала хітом. Пісня здобула неймовірний успіх на всьому континенті, потрапивши до №1 у 6 країнах, включаючи Велику Британію, і потрапила до 10 кращих у 6 інших. Вона також посіла №1 в Австралії та очолила чарти легкого прослуховування в Сполучених Штатах. Вона залишається найбільш продаваним синглом Євробачення всіх часів і була визнана п’ятою найкращою піснею Євробачення на гала- концерті Congratulations у 2005 році. Після тріумфу на Євробаченні, група записала ще кілька хітів, таких як Анджело та Фігаро, які стали лідерами британських чартів.
Сандра Стівенс і досі  виступає на концертах, виконуючи свої хіти та не такі відомі пісні. Група так і не змінила склад і досі виступає з улюбленими хітами в Британії та навіть брала участь на концерті з нагоди 50-ї річниці Євробачення в Копенгагені в 2005 році, де пісня  "Збережи свої поцілунки для мене" (англ. Save Your Kisses for Me) було обрано найпопулярнішою британською піснею усіх часів.

## Дискографія
| Рік  | Альбом                                          | Гурт               | Участь           |
| ---- | ----------------------------------------------- | ------------------ | ---------------- |
| 2014 | The Warner Bros. (1969-1972)                    | Herbie Hancock     | Вокал            |
| 2009 | Oh Boy! - Images                                | Brotherhood of Man | Вокал            |
| 2009 | Good Things Happening/Love and Kisses from...   | Brotherhood of Man | Вокал            |
| 2005 | Rock-N-Soul Blvd...                             | Mercedes           | Бек-вокал        |
| 2004 | The Power and the Myth                          | House of Lords     | Бек-вокал        |
| 2002 | Soulful Hymns                                   | Jon Gibson         | Вокал, Бек-вокал |
| 2002 | One More River to Cross                         |                    | Музика           |
| 1994 | Mwandishi: The Complete Warner Bros. Recordings | Herbie Hancock     | Голос            |
| 1992 | Recuerda                                        | Crystal Lewis      | Хор              |
| 1992 | Of Riffs and Symphonies                         | Lanny Cordola      | Бек-вокал        |
| 1985 | First Time Live                                 | George Jones       | Композитор       |
| 1974 | Treasure Chest                                  | Herbie Hancock     | Вокал            |
| 1973 | Sextant                                         | Herbie Hancock     | Вокал            |
| 1972 | Crossings                                       | Herbie Hancock     | Вокал            |